# Armin Bittner
Armin Bittner (Garmisch-Partenkirchen, 28 de noviembre de 1964) es un deportista alemán que compitió para la RFA en esquí alpino. Su esposa Regine Mösenlechner compitió en el mismo deporte.
Ganó dos medallas en el Campeonato Mundial de Esquí Alpino, en los años 1987 y 1989, ambas en la prueba de eslalon. En la Copa del Mundo consiguió siete victorias y diecinueve podios en total.
Después de retirarse de la competición, trabajó como comentador deportivo para la cadena ZDF. En 2010 ejerció de coentrenador del equipo femenino alemán de eslalon y eslalon gigante.

## Palmarés internacional
| Campeonato Mundial | Campeonato Mundial    | Campeonato Mundial | Campeonato Mundial |
| Año                | Lugar                 | Medalla            | Prueba             |
| ------------------ | --------------------- | ------------------ | ------------------ |
| 1987               | Crans-Montana (Suiza) | Medalla de bronce  | Eslalon            |
| 1989               | Vail (Estados Unidos) | Medalla de plata   | Eslalon            |